# Agelasida
Ordre
Agelasida est un ordre d'animaux de l'embranchement des éponges (les éponges sont des animaux sans organes ou appareils bien définis).

## Liste des familles
Selon World Register of Marine Species (18 mai 2016) :
- famille des Agelasidae Verrill, 1907
- famille des Astroscleridae Lister, 1900
- famille des Hymerhabdiidae Morrow, Picton, Erpenbeck, Boury-Esnault, Maggs & Allcock, 2012

Le site Paleobiology Database cite un certain nombre de familles préhistoriques, dont :
- famille †Preperonidellidae Finks et al., 2004[2]

## Classification
Le nom valide complet (avec auteur) de ce taxon est Agelasida Hartman (d), 1980.
Plusieurs sources attribuent cet ordre à Verrill en 1907.
Agelasida a pour synonyme :
- Ceratoporellida Hartman & Goreau, 1972

## Publication originale
- (en) H. W. Hartman, « Systematics of the Porifera », dans W. D. Hartman, J. W. Wendt et F. Wiedenmayer, Living and Fossil Sponges: Notes for a Short Course, Miami, janvier 1980, 274 p. (ISBN 0932981070).